# Revolution (nummer)
"Revolution" is een nummer van The Beatles, geschreven door John Lennon en toegeschreven aan Lennon-McCartney. The Beatles brachten twee verschillende versies van het nummer uit: een hardrockversie als B-kant van de single "Hey Jude", en een langzamere versie genaamd "Revolution 1" op het album The Beatles. Hoewel "Revolution" eerder werd uitgebracht, werd het enkele weken na "Revolution 1" opgenomen als een remake, speciaal bedoeld om te worden uitgebracht als single. Een derde verwant nummer is het door Lennon geschreven experimentele "Revolution 9", dat ontstond uit een ongebruikt deel van "Revolution 1".
Het nummer is geïnspireerd door politieke protesten (vooral tegen de Vietnamoorlog) in het begin van 1968. De teksten van Lennon drukten twijfel uit over sommige van de tactieken.  De uitgave van de albumversie in november liet Lennons onzekerheid over destructieve verandering zien, met de woorden "count me out" (reken niet op mij) anders opgenomen als "count me out, in" (reken niet, wel op mij).

## Bezetting
Revolution
- John Lennon - hoofdzang, leadgitaar, handgeklap
- Paul McCartney - basgitaar, hammondorgel, handgeklap
- George Harrison - slaggitaar, handgeklap
- Ringo Starr - drums, handgeklap
- Nicky Hopkins - elektrische piano

Revolution 1
- John Lennon - leadzang, akoestische gitaar, leadgitaar
- Paul McCartney - basgitaar, piano, orgel, achtergrondzang
- George Harrison - leadgitaar, achtergrondzang
- Ringo Starr - drums
- Derek Watkins en Freddy Clayton - trompet
- Don Lang, Rex Morris, J. Power en Bill Povey - trombone